# Sadanga
Sadanga là một đô thị hạng 5 ở tỉnh Mountain, Philippines. Theo điều tra dân số năm 2000, đô thị này có dân số 8.596 người trong 1.628 hộ.

## Barangay
Sadanga được chia thành 8 barangay.
- Anabel
- Belwang
- Betwagan
- Bekigan
- Poblacion
- Sacasacan
- Saclit
- Demang